# 志賀櫻
志賀 櫻（しが さくら、1949年1月19日 - 2015年12月20日）は日本の弁護士（男性、第一東京弁護士会、登録番号33371）。血液型はB型。

## 人物
税務訴訟を得意分野とする。大蔵省時代は主計局と主税局に長く勤務している。また、外務省在イギリス大使館参事官、OECD租税委員会日本代表を歴任するなど、国際金融の経験も豊富。民間税制調査会の税制改正大綱にも積極的に関与し、国際租税分野の専門家として貢献した。「税は文明の対価である」という言葉を好んでおり、テレビ出演時やインタビュー、著書などで度々用いていた。
高校、大学の同期である鳩山邦夫は「博覧強記のうえにスポーツ万能。ひとりの人間として、とても敵わない」「当然、事務次官になるだろうと思っていたけれど、途中で退官して弁護士になった。あのくらい優秀だと、役所ではかえってダメなのかもしれない」と述べている。
癌により急逝した。

## 略歴
- 1967年 - 東京教育大学附属中学校・高等学校（現・筑波大学附属中学校・高等学校）卒業
- 1970年 - 司法試験、国家公務員上級甲種試験合格
- 1971年 - 東京大学法学部第1類（私法コース）卒業[5]、大蔵省入省（主計局総務課）
- 1972年 - 主計局法規課、大阪国税局調査査察部
- 1973年 - 大臣官房調査企画課
- 1974年 - 主税局国際租税課調査第一係長[6]
- 1976年 - 主税局調査課、宮崎税務署長
- 1977年 - 主税局税制第二課長補佐
- 1978年 - 主税局調査課長補佐（外国調査）心得[7]
- 1979年 - 大臣官房文書課長補佐（審査）[8]
- 1981年 - 大臣官房調査企画課長補佐
- 1982年 - 主計局主計官補佐（科学技術・文化係主査）
- 1983年 - 主計局主計官補佐（外務・経済協力係主査）
- 1985年 - 大臣官房調査企画課長補佐（総括）[9]
- 1986年 - 大臣官房企画官兼大臣官房調査企画課
- 1987年 - 外務省研修所
- 1988年 - 在イギリス日本国大使館参事官
- 1991年 - 主税局国際租税課長（OECD租税委員会日本代表）
- 1992年 - 主計局主計官（外務、通産、経済協力担当）
- 1993年 - 岐阜県警察本部長
- 1995年 - 経済企画庁総合計画局計画課長
- 1997年 - 大臣官房審議官（国際金融局担当）
- 1998年 - 金融監督庁国際担当参事官・特定金融情報管理官
- 2000年 - 東京税関長
- 2002年 - 国際協力銀行理事
- 2004年 - 司法研修所入所（司法修習生第58期）
- 2005年 - 弁護士登録
- 2010年 - 國學院大學法科大学院客員教授

## 同期

### 東京教育大学附属高等学校 1967年卒業
- 鳩山邦夫（衆議院議員、総務大臣、法務大臣）
- 高橋文明（スペイン駐箚特命全権大使、科学技術振興機構審議役）

### 大蔵省 1971年入省
- 藤井秀人（日本政策投資銀行副社長、財務事務次官）
- 寺澤辰麿（横浜銀行頭取、コロンビア大使、国税庁長官）
- 福田進（国税庁長官）
- 高木祥吉（ゆうちょ銀行副社長、金融庁長官）
- 窪野鎮治（国土交通省政策統括官、財務省印刷局長）
- 田村義雄（クロアチア大使、環境事務次官）
- 坂井隆憲（衆議院議員、大蔵省大臣官房企画官）
- 山本幸三（衆議院議員、大蔵大臣秘書官）

## 著書
- 『タックス・オブザーバー　―当局は税法を理解しているのか』エヌピー通信社、2015
- 『タックス・イーター　―消えていく税金』岩波新書、2014
- 『日銀発金融危機』朝日新聞出版、2013
- 『タックス・ヘイブン　―逃げていく税金』岩波新書、2013
- 『詳解 国際租税法の理論と実務』民事法研究会、2011
- 『豚肉の差額関税制度を断罪する』パル出版、2011
- 『法的紛争処理の税務（下巻）第4版』（共編著）民事法研究会、2009